# ヒュンダイ・i20 WRC
ヒュンダイ・i20 WRC (Hyundai i20 WRC ) は、韓国の現代自動車が世界ラリー選手権 (WRC) 参戦のため開発した競技専用車（ワールドラリーカー）である。

## 概要

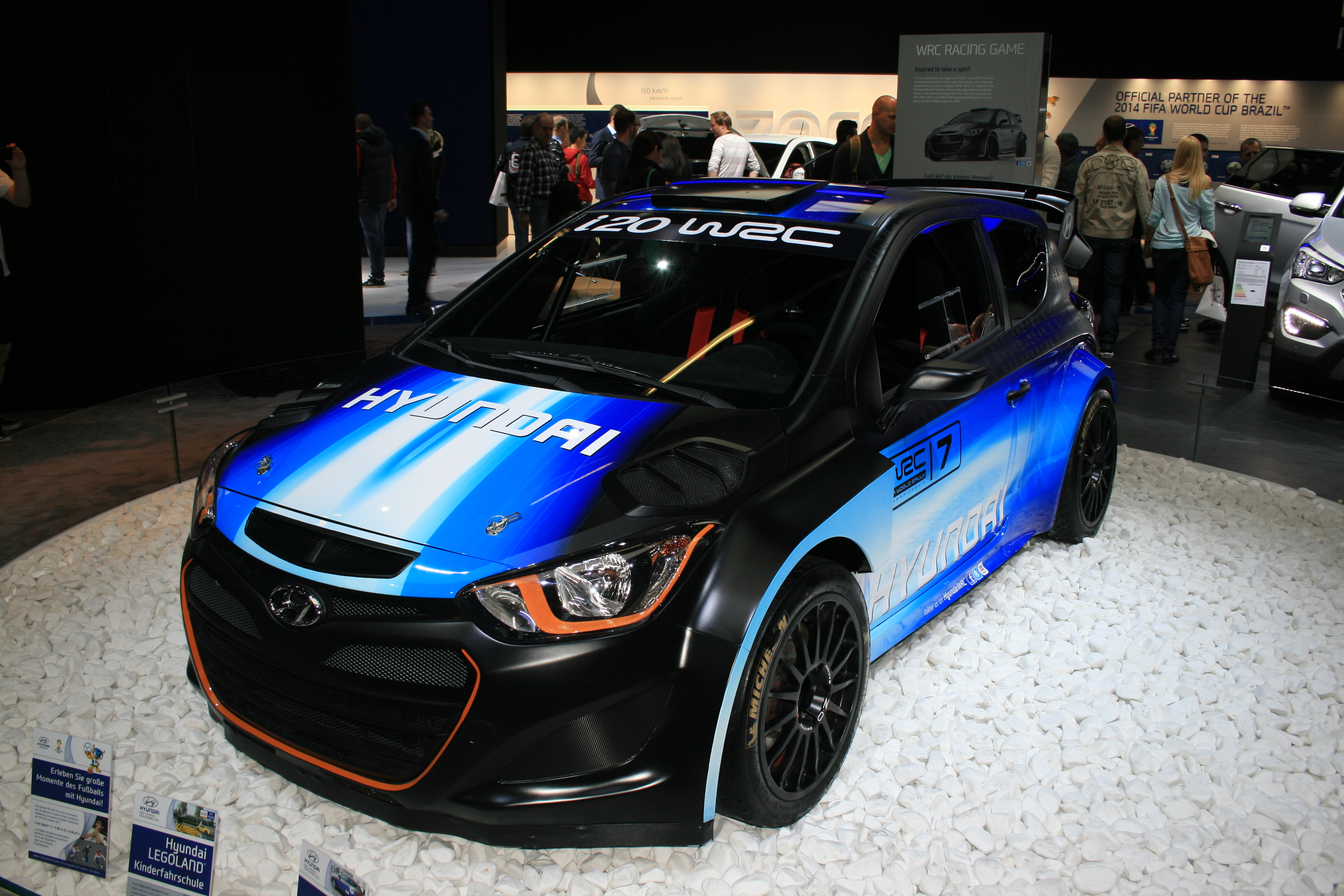
テスト仕様（2013年）

ヒュンダイとしては、アクセントWRC（2000年〜2003年）以来のWRカー。ヒュンダイ・i20をベースに、2014年からの再参戦を目標として、設計は韓国、開発はヒュンダイ・モータースポーツのヨーロッパに於ける拠点であるドイツで行われた。技術開発部門のトップであるテクニカルディレクターはベルトラン・バラが務めていたが、2014年5月より新たにニノ・フリソンが就任した。
テストドライバーは、ユホ・ハンニネン、ブライアン・ブフィエ、クリス・アトキンソン。複数年契約を締結したエースドライバーのティエリー・ヌービルは、前所属チームであるMスポーツとの契約が2013年12月まで残っていたが、ヒュンダイが交渉し11月下旬からのテスト参加が認められた。
2017年からベース車両は2代目3ドアモデルのi20クーペとなっており、WRカーの名称も「ヒュンダイ・i20クーペWRC」に変更されている。

## メカニズム
エクステリアは、規格一杯に大きく張り出したオーバーフェンダーと2段に分かれた大型のリアウイングが特徴。他のWRカーに比べて、全長とホイールベースが長い。
エンジンはピポ・モチュール社がチューニングした1.6L 直列4気筒ターボGDi。サスペンションは、前後REIGER製のマクファーソンストラット。駆動方式はフルタイム4WDで機械式LSDを採用する。タイヤサプライヤーはミシュラン。

## 沿革

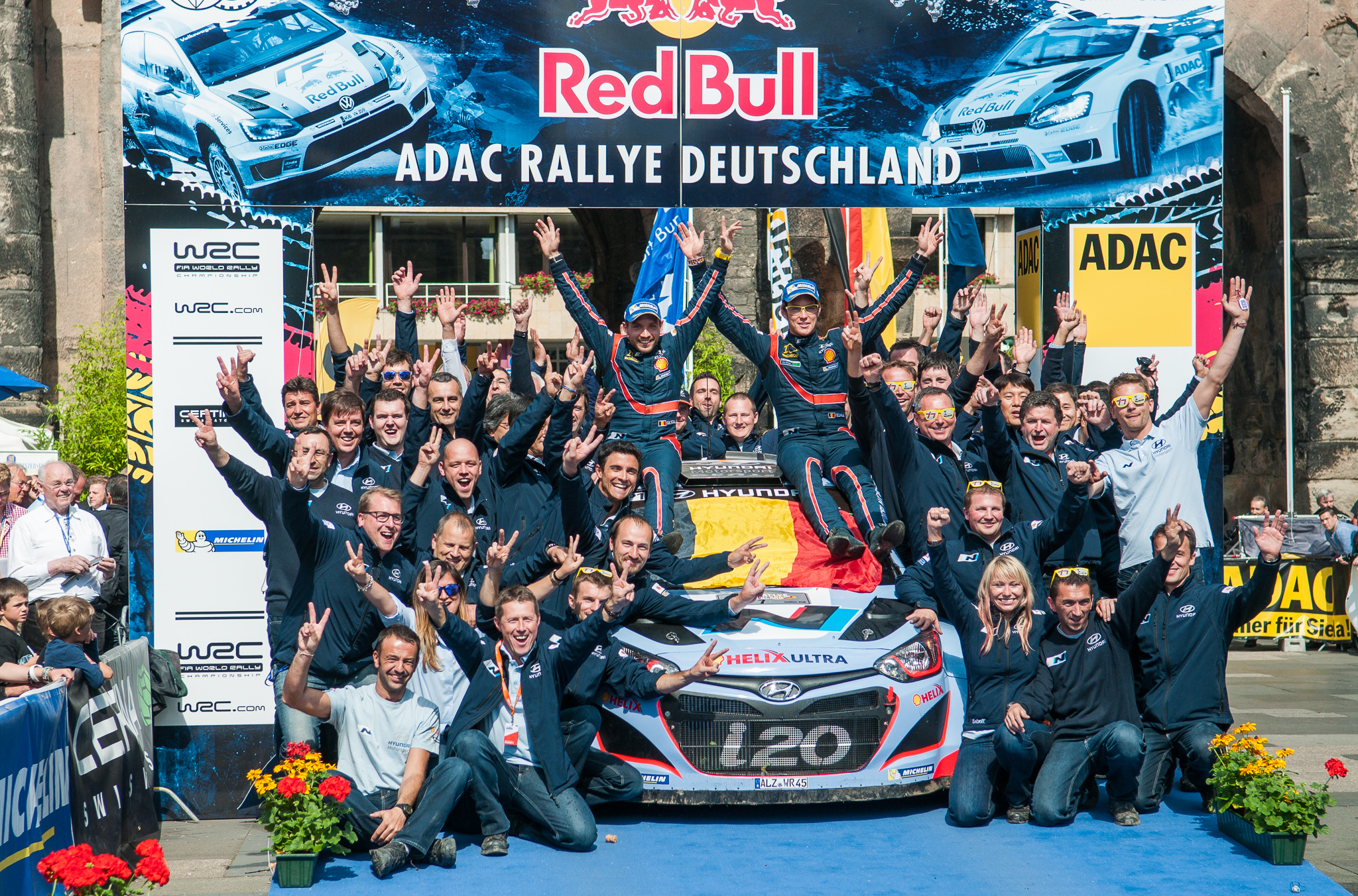
2014年ラリー・ドイチェランド（初優勝）

2012年7月、パリ・モーターショーで初公開。
2014年1月、デビュー戦の第1戦モンテカルロでは、初日のDAY1で1台がコースオフ、1台は電気系トラブルでそれぞれリタイアしたが、第3戦のメキシコではヌービルが3位に入り、初ポディウムを獲得した。第9戦のドイツではフォルクスワーゲン勢の二人のリタイアによりヌービルが自身とチームに初優勝をもたらし、ソルドも2位に入りチーム初の1-2フィニッシュを果たした。これはこのシーズン唯一の、フォルクスワーゲン以外のマニュファクチャラーによるイベント優勝でもあった。その後残りの4戦もライバルと互角の走りを見せマニュファクチャラーズランキング4位でシーズンを終えた。また、ブライアン・ブフィエがフランスラリー選手権の第4戦ラリー・アンティーブ・コートダジュールにて優勝を果たした。
2015年シーズンは新型モデルの開発と並行して改良が施され、第2戦スウェーデンではヌービルが2014年シーズンチャンピオンのセバスチャン・オジェと激闘の末2位を獲得。シーズン全体では未勝利であるものの、コンスタントにポイントを獲得しながらシトロエンと接戦を繰り広げ、マニュファクチャラーズランキング3位でシーズンを終えた。
2016年は、他社が2017年に導入される新WRカーの開発に注力する中で、ヒュンダイのみが5ドアの新型i20を投入。もともと2015年中に2代目i20のクーペ（3ドア）を投入予定だったが、FIAが5ドアとクーペを別のファミリーだと判断したため25,000台の量産が必要となり断念。さらに5ドアに変更した影響で開発が遅れてホモロゲーション取得予定もズレ込んだため、現行規定が終わる2016年しか使用できないが、2017年規定マシンの開発に役立つ部分は多かったとされている。
ヌービルがサルディニア、初のフル参戦となるヘイデン・パッドンがアルゼンチンと、グラベルラリーで王者フォルクスワーゲンを下し、マニュファクチャラーズランキング2位でシーズンを終えた。
なお、これらのマシンは2017年以降はプライベーターに供給されなかったためWRC出場を行ってはいない。一方で2016年モデルはマーカス・グロンホルムがチームボスのミシェル・ナンダンとのコネクションで入手しており、世界ラリークロス選手権参戦用マシンに改造して、息子のニクラスらが現在レースで使用している。